# Pfarrerbuch
Ein Pfarrerbuch (auch Pastorenbuch, Pastorenverzeichnis oder Presbyterologie) ist ein personengeschichtliches Nachschlagewerk und verzeichnet die Geistlichen in einem bestimmten Territorium.

## Geschichte und Inhalte
Nachdem sich Ende des 17. Jahrhunderts die neue Gattung Gelehrtenlexikon entwickelt hatte, wurden im 18. Jahrhundert die ersten Pfarrerbücher publiziert. Sie biografierten nicht nur besonders verdiente Vertreter des Standes, sondern alle Amtsinhaber und können auch Detailangaben zu deren Familienumfeld enthalten. Mit dieser langen Vorlaufzeit – und auch wegen ihrer Bedeutung für die Kulturgeschichte – wurden Pastoren zu der Berufsgruppe, die heute personengeschichtlich am besten erforscht ist.
Pfarrerbücher sind in der Regel entweder alphabetisch nach Personennamen oder nach Strukturen der territorialen Kirchenverwaltung (Superintendenturen, Propsteien, Pfarrstellen (Kirchspielen)) und innerhalb der Pfarrstellen chronologisch (series pastorum) geordnet und durch Register erschlossen. Für die meisten Landeskirchen gibt es mittlerweile solche Nachschlagewerke. In der Anlage (Umfang und Detailtiefe von Einzelbiographien der Amtsträger, Literaturhinweise, Nennung von Verwandten der Pastoren usw.) unterscheiden sie sich sehr.
Pfarrerbücher existieren praktisch nur für evangelische Kirchen, gelegentlich verzeichnen sie aber auch vorreformatorische Geistliche.

## Baltikum
- Liivi Aarma: Põhja-Eesti vaimulike lühielulood 1525–1885. (= Põhja-Eesti kogudused ja vaimulikkond 1525–1885, Band 2), Aarma Maja, Tallinn 2007.
- Leonid Arbusow: Livlands Geistlichkeit vom Ende des 12. bis ins 16. Jahrhundert. In: Jahrbuch für Genealogie, Heraldik und Sphragistik 1900. S. 33–80 [A–F (V)], 1901, S. 1–160 [G–Z], 1902, S. 39–134, 1911, 1912 und 1913, S. 1–432.
- C[hristian] A[ugust] Berkholz: Beiträge zur Geschichte der Kirchen und Prediger Riga’s. Abt. 1: Geschichte der einzelnen Kirchen nebst chronologischem Verzeichniß der Prediger und statistischen Auszügen aus den Kirchenbüchern. W. F. Häcker, Riga 1867.
- Gustav Carlblom: Prediger Matricul Ehstlands und der Stadt Reval. Bornwasser, Reval 1794.
- Helmut Intelmann, Helmut Speer, Karl-Johann Paulsen: Die Pastoren des Konsistorialbezirks Estland 1885–1919. Hrsg. v. Erik Amburger (= Quellen und Studien zur baltischen Geschichte, Band 11). Böhlau, Köln und Wien 1988.
- Theodor Kallmeyer, Gustav Otto: Die evangelischen Kirchen und Prediger Kurlands. 2. Auflage, A. von Grothuß, Riga 1910.
- E[duard] P[hilipp] Körber: Materialien zur Kirchen- und Prediger-Chronik der Stadt Dorpat. Gesammelt … Aus archivarischen Quellen, in den Jahren 1825 und 1826. Schünmanns Wwe und C. Matthiesen, Dorpat 1860.
- K. E. Napiersky: Beiträge zur Geschichte der Kirchen und Prediger in Livland. 4 Bände, W. F. Häcker, Riga 1843 und J. F. Steffenhagen und Sohn, Mitau 1850–1852.
- Wilhelm Neander: Lexikon deutschbaltischer Theologen seit 1920. Hannover-Döhren: Verlag Harro v. Hirschheydt 1967.
- Martin Ottow u. a.: Die evangelischen Prediger Livlands bis 1918. Böhlau, Köln und Wien 1977.
- E[duard] P[eter] H[einrich] Paucker: Ehstlands Kirchen und Prediger seit 1848. Im Anschluß an „Ehstlands Geistlichkeit von H. R. Paucker“ zusammengestellt. Franz Kluge, Reval 1885.
- H[ugo] R[ichard] Paucker: Ehstlands Geistlichkeit in geordneter Zeit- und Reihefolge [sic]. Lindfors Erben, Reval 1849.
- Riho Saard: Eesti kirikute esivaimulikkond 1165–2006 / Principes sacerdotum ecclesiae Estoniae. Argo, Tallinn 2006.
- Arved von Schmidt: Die Pastoren Oesels seit der Reformation. (= Abhandlungen des Instituts für wissenschaftliche Heimatforschung an der Livländischen Gemeinnützigen und Ökonomischen Sozietät (Gegr. 1792), Band 5). J. G. Krüger, Dorpat 1939.
- Konrad Veem: Eesti vaba rahvakirik. Dokumentatsioon ja leksikon. 2. Auflage, Eesti Vaimulik Raamat, Stockholm 1990.
- Vaimulike elulood (Datenbank, Estnische Evangelisch-Lutherische Kirche)

## Dänemark
- Immanuel Barfod: Den falsterske Gejsteligheds Historie, 2 Bde., Nykøbing 1851–54.
- Max Grohshennig u. Th. Hauch-Fausbøll: Danmarks Præstehistorie 1884–1911, 2 Bde., Kopenhagen 1914–32.
- F. E. Hundrup: Præster ved Roeskilde Domkirke efter Reformationen, Roskilde 1867.
- Hans Daniel Lind: Skibspræster fra Kong Christian den Femtes Tid. In: Kirkehistoriske Samlinger. 5. R. 4 (1907–1909), S. 663–689.
- J. A. Jørgensen: Series pastorum eller Fortegnelse over Præsterne paa Bornholm siden Reformationen. Med vedføjede Anmærkninger. Frits Sørensens Boghandel, Rønne 1907.
- C. Klitgaard: Vendsysselske Præstefamilier, før ca. aar 1700, Hjørring 1942.
- Paul Nedergaard: Dansk Præste- og Sognehistorie 1849–1949, 10 Bde. u. Suppl., Kopenhagen u. Århus 1951–91.
- C. F. Nielsen: Biographiske Efterretninger om Geistligheden og Lærerstanden i Oddens Pastorat eller Præsternes, Degnenes og Skolelærernes Personalhistorie i Oddens Sogn i Sjælland siden Reformationen tilligemed en statistisk-topographisk Beskrivelse af Oddens Sogn, Kopenhagen 1878.
- Erh. Qvistgaard: Præstehustruer der helt eller delvist mangler i Wibergs Præstehistorie, Kopenhagen 1934.
- Erh. Qvistgaard: Præstehustruer der helt eller delvist mangler i Wibergs Præstehistorie. Tillæg med tilføjelser og rettelser, Kopenhagen 1936.
- S. V. Wiberg: Personalhistoriske, statistiske og genealogiske Bidrag til en almindelig dansk Præstehistorie … 4 Bände, Hempel, Odense 1870–1873 (Supplement: L. B. Deichmann, Fåborg 1879).
- Detlev Gotthard Zwergius: Det Siellandske Clerisie Eller Efterretning Om De Biskoper, Provster, Præster og andre Geistlige, Som Fra Reformationens Tid indtil vore Tider have levet og lært udi Kirker og Skoler i Siellands Stift og underliggende Provintser. Afdelt i trende Tomer … 3 Bände, C. G. Glasings Efterleverske, Kopenhagen 1754 (nur Band 1 erschienen).

## Deutschland (weitgefasst)

### Anhalt
- Hermann Graf: Anhaltisches Pfarrerbuch. Die evangelischen Pfarrer seit der Reformation. Landeskirchenrat der Evangelischen Landeskirche Anhalts, Dessau 1996.

### Baden
- Heinrich Neu: Pfarrerbuch der evangelischen Kirche Badens von der Reformation bis zur Gegenwart. Teil I. Lahr 1938; Teil II: Das alphabetische Verzeichnis der Geistlichen mit biographischen Angaben. (Veröffentlichungen des Vereins für Kirchengeschichte in der evangelischen Kirche Badens, Band 13), Lahr 1939.
- Baden-Württembergisches Pfarrerbuch
  - Band I. Kraichgau-Odenwald: Pfarrerbuch für die Gebiete der Kraichgauer und Odenwälder Ritterschaft, der Grafschaft Wertheim, der Reichsstädte Heilbronn und Wimpfen, sowie der im schwäbisch-fränkischen Raum liegenden Besitzungen des Erzbistums Mainz, der Bistümer Speyer, Worms und Würzburg und des deutschen Ritterordens. Teil 1: Die Gemeinden, ihre Pfarr- und Schulstellen von der Reformation bis zum Beginn des 19. Jahrhunderts. Bearb. von Max-Adolf Cramer unter Mitwirkung von Heinz Schuchmann. Karlsruhe, Evangelischer Presseverband 1979; Teil 2: Die Pfarrer und Lehrer der höheren Schulen von der Reformation bis zum Beginn des 19. Jahrhunderts. Karlsruhe, Evangelischer Presseverband 1988.
  - Band IV: Baden-Baden: Pfarrerbuch für die Markgrafschaft Baden-Baden, die Grafschaft Eberstein, die Herrschaft Lahr-Mahlberg, die Herrschaft Geroldseck und die Herrschaft Oberkirch. 3 Teile, Bearb. von Max-Adolf Cramer. Karlsruhe, Evangelischer Presseverband 1995.

### Bayern
- Matthias Simon: Bayreuthisches Pfarrerbuch. Die Evangelisch-Lutherische Geistlichkeit des Fürstentums Kulmbach-Bayreuth 1528/29–1810. Verein für bayerische Kirchengeschichte, Nürnberg 1930 (Digitalisat).
- Wilhelm Dannheimer: Verzeichnis der im Gebiete der freien Reichsstadt Rothenburg o.d. Tauber von 1544–1803 wirkenden ev.-luth. Geistlichen. Verein für bayerische Kirchengeschichte, Nürnberg 1952.
- Edmund Schöner: Pfarrerbuch der Grafschaft Pappenheim. Nürnberg: Verein für bayerische Kirchengeschichte. 1956 (Einzelarbeiten aus der Kirchengeschichte Bayerns 31)
- Matthias Simon: Ansbachisches Pfarrerbuch. Die Evang.-Lutherische Geistlichkeit des Fürstentums Brandenburg-Ansbach 1528–1806. Verein für bayerische Kirchengeschichte, Nürnberg 1957.
- Matthias Simon: Pfarrerbuch der Reichsstädte Dinkelsbühl, Schweinfurt, Weissenburg i. Bay. und Windsheim sowie der Reichsdörfer Gochsheim und Sennfeld: die evangelischen Geistlichen im Alten Reich. Verein für bayerische Kirchengeschichte, Nürnberg 1962.
- Hans Wiedemann: Augsburger Pfarrerbuch. Die evang. Geistlichen der Reichsstadt 1524–1806. Verein für bayerische Kirchengeschichte, Nürnberg 1962.
- Matthias Simon: Nürnbergisches Pfarrerbuch. Die evangelisch-lutherische Geistlichkeit der Reichsstadt Nürnberg und ihres Gebietes, 1524–1806. Verein für bayerische Kirchengeschichte, Nürnberg 1965.
- Maximilian Weigel, Joseph Wopper, Hans Ammon: Ambergisches Pfarrerbuch, Kallmünz 1967.
- Hermann Erhard: Memminger Pfarrerbuch. Verein für bayerische Kirchengeschichte, Nürnberg 1970.
- Wilhelm Dannheimer, Wilhelm Zahn und Georg Kuhr: Ritterschaftliches Pfarrerbuch Franken. Verein für bayerische Kirchengeschichte, Neustadt a.d. Aisch 1979.
- Helene Burger, Hermann Erhard, Hans Wiedemann (zusammengestellt von Hans Wiedemann und Christoph Frhr. von Brandenstein): Pfarrerbuch Bayerisch-Schwaben (ehemalige Territorien Grafschaft Oettingen, Reichsstädte Augsburg, Donauwörth, Kaufbeuren, Kempten, Lindau, Memmingen, Nördlingen und Pfarreien der Reichsritterschaft in Schwaben). Degener in Kommission, Neustadt an der Aisch 2001.

### Brandenburg
- Uwe Czubatynski: Evangelisches Pfarrerbuch für die Altmark. 2., erweiterte Auflage, Rühstädt 2006 (Volltext).
- Otto Fischer: Evangelisches Pfarrerbuch für die Mark Brandenburg seit der Reformation. 2 Bände in 3 Teilen, E. S. Mittler & Sohn, Berlin 1941. (Bd. 1: Verzeichnis der Pfarrstellen und der Pfarrer Digitalisat), (Bd. 2, Teil 1: Abbadie bis Major Digitalisat), (Bd. 2, Teil 2: Malacrida bis Zythenius Digitalisat)

### Braunschweig
- Johannes Beste: Album der evangelischen Geistlichen der Stadt Braunschweig mit kurzen Nachrichten über ihre Kirchen. Hellmuth Wollermann, Braunschweig und Leipzig 1900.
- Georg Seebaß, Friedrich-Wilhelm Freist: Die Pastoren der braunschweigischen evangelisch-lutherischen Landeskirche seit der Einführung der Reformation. 3 Bände, Landeskirchenamt, Wolfenbüttel 1969–1980.

### Bremen
- Otto Müller-Benedict, Hartwig Ammann: Bremer Pfarrerbuch. Die Pastoren der Bremischen Evangelischen Kirche seit der Reformation, Band 1: Die Pastoren nach Gemeinden, Ämtern und Einrichtungen, Band 2 Die Pastoren, biographische Angaben, Bremen 1990.

### Elsass
- Marie-Joseph Bopp: Die evangelischen Geistlichen und Theologen in Elsaß und Lothringen von der Reformation bis zur Gegenwart (= Bibliothek familiengeschichtlicher Quellen, Band 14; = Genealogie und Landesgeschichte, Band 1), Neustadt a. d. Aisch 1959[–1960].

### Hamburg
- Wilhelm Jensen (Hrsg.): Die hamburgische Kirche und ihre Geistlichen seit der Reformation. J.J. Augustin, Hamburg 1958.
- Friedrich Hammer, Herwarth von Schade: Die Hamburger Pastorinnen und Pastoren seit der Reformation. Ein Verzeichnis. Hamburg 1995, Teil I: Alphabetisches Hauptverzeichnis, Teil II: Gemeindeverzeichnis.
- Herwarth von Schade: Hamburger Pastorinnen und Pastoren seit der Reformation. Ein Verzeichnis. Hrsg. v. Gerhard Paasch. Edition Temmen, Bremen 2009, ISBN 978-3-86108-309-2.

### Hannover
- Philipp Meyer (Hrsg.): Die Pastoren der Landeskirchen Hannovers und Schaumburg-Lippes seit der Reformation. 3 Bände, Göttingen 1941–1953.
- Henns Harries: Die Pastoren im Altkreis Hoya seit der Reformation. Martfeld 2019.

### Hessen
- Wilhelm Diehl: Hassia sacra. 4 Bände, [Wilhelm Diehl], Friedberg [ab Band 2: Darmstadt] 1921–1930.
- Oskar Hütteroth: Die althessischen Pfarrer der Reformationszeit, 3 Bände, Marburg 1958, 2. Aufl. 1966, Band 1 (Digitalisat), Band 2 (Digitalisat), Band 3 (Digitalisat)
- Lorenz Kohlenbusch: Pfarrerbuch der evang. unierten Kirchengemeinschaft („Hanauer Union“) im Gebiet der Landeskirche in Hessen-Kassel, Darmstadt 1938.
- Lorenz Kohlenbusch: Kurhessisch-Waldeckisches Pfarrerbuch: Pfarrergeschichte des Sprengels Hanau („Hanauer Union“) bis 1968, 2 Bde., 1984.

### Lippe
- Wilhelm Butterweck: Die Geschichte der Lippischen Landeskirche, Schötmar 1926, S. 253–284; 296–638.

### Mecklenburg
- Friedrich Walter: Unsere Landesgeistlichen von 1810 bis 1888. Biographische Skizzen sämmtlicher Mecklenburg-Schwerinschen Geistlichen. Penzlin 1889. [Fortsetzung:] … von 1888–1899. Schwerin 1900.
- Georg Krüger: Die Pastoren im Fürstentum Ratzeburg seit der Reformation. Schönberg 1899. (Digitalisat)
- Georg Krüger: Die Pastoren im Lande Stargard seit der Reformation. In: Jahrbücher des Vereins für mecklenburgische Geschichte und Altertumskunde. Band 69, 1904, S. 1–270 (Volltext).
- Gustav Willgeroth: Die Mecklenburg-Schwerinschen Pfarren seit dem 30jährigen Kriege. Mit Anmerkungen über die früheren Pastoren seit der Reformation. Heute unter dem Titel Die Mecklenburgischen Pfarren seit dem dreißigjährigen Kriege hrsg. vom Oberkirchenrat der Evangelisch-Lutherischen Landeskirche Mecklenburgs (Digitalisat)
  - [Grundwerk]. 3 Bände, [nebst:] Anhang. Wismar 1924–1926. (Bd. 1: Digitalisat), (Bd. 2: Digitalisat), (Bd. 3: Digitalisat) (Anhang mit Personen- und Ortsregister für Bd. 1-3: Digitalisat)
  - Nachtrag 1933. Wismar 1933. (Digitalisat)
  - Ergänzungsband 1937. Wismar 1937 [Enthält auch die Mecklenburg-Strel. Pfarren seit dem 19. Jahrhundert im Anschluss an Krüger]. (Digitalisat)
  - Die Pfarren des Kirchenkreises Rostock-Land von 1933 bis 1980. Bearb.: Johannes Beltz, Bruno Romberg und Astrid Siegert. Schwerin, 1980.
  - Die Pfarren des Kirchenkreises Rostock-Stadt von 1933 bis 1982. Bearb.: Johannes Beltz, Bruno Romberg und Astrid Siegert. Schwerin, [ca. 1983].
  - Präsident/Präses der Landessynode, Landessynodalausschuß, Kirchenleitung, Landesbischof, Oberkirchenrat, Pastoren in allgemeinkirchlichen Aufgaben. Nachtrag 1987. [Mit Ergänzungen bis 1. September 1993]. Bearb.: Johannes Beltz, Bruno Romberg, Astrid Siegert und Heide-Maria Roettig. Schwerin, 1993.
  - Die Pfarren des Kirchenkreises Malchin von 1933 bis 2000. Bearb.: Johannes Beltz, Bruno Romberg und Astrid Siegert. Schwerin, [ca. 2000].

### Oldenburg
- Johannes Ramsauer, Heinrich Janßen Iben, Hans Warntjes: Die Prediger des Herzogtums Oldenburg seit der Reformation, 4 Bde., Oldenburg 1909–1980 (Digitalisat, Band 1: Zusammengestellt bis zum 1. Juli 1903; Band 1, Reg.: Namensregister).
- Thomas van Geuns, OGF-Jahrbuch 2018/19, Prediger und ihre Familien im Herzogtum Oldenburg seit der Reformation, Oldenburgische Gesellschaft für Familienkunde, Oldenburg 2019.

### Ostfriesland
- Adrian Reershemius: Ostfriesländisches Prediger-Denkmahl, Aurich 1796, mit einem Nachtrag von 1823 (Digitalisat).

### Pfalz
- Georg Biundo: Die evangelischen Geistlichen der Pfalz seit der Reformation (Pfälzisches Pfarrerbuch) (= Genealogie und Landesgeschichte, Band 15; = Bibliothek familiengeschichtlicher Quellen, Band 20) Degener & Co., Neustadt an der Aisch 1968.
- Bernard Vogler: Le clergé protestant rhénan au siècle de la Réforme, 1555-1619, Paris 1976.

### Pommern
- Die evangelischen Geistlichen Pommerns von der Reformation bis zur Gegenwart …

Teil 1: Der Regierungsbezirk Stettin. bearb. v. Hans Moderow. Paul Niekammer, Stettin 1903 (Digitalisat).
Teil 2: Der Regierungsbezirk Köslin. Die reformierten Gemeinden Pommerns. Die Generalsuperintendenten. bearb. v. Ernst Müller. Léon Saunier, Stettin 1912 (Digitalisat).
Teil 3: Die Evangelischen Geistlichen des ehemaligen Regierungsbezirkes Stralsund. bearb. v. Hellmuth Heyden. Greifswald 1956–1972.
[3.1.]: (Kirchenkreis) Insel Rügen. Greifswald, 1956.
[3.2.]: Kirchenkreise Barth, Franzburg und Grimmen. Greifswald, 1959.
[3.3.]: Die Synoden Greifswald-Land, Greifswald-Stadt. Greifswald, 1964.
[3.4.]: Die Synoden Wolgast, Stralsund, Loitz. Greifswald, 1972.
- Hellmuth Heyden: Pommersche Geistliche vom Mittelalter bis zum 19. Jahrhundert. Böhlau, Köln und Graz 1965. (= Veröffentlichungen der historischen Kommission für Pommern, Reihe V, Band 11)

Darin:
Die Pfarrer Pommerns im Mittelalter. – S. 1–72.
Die evangelischen Geistlichen von der Reformation bis zur Gegenwart. Ergänzungen zu dem Werk von Müller-Moderow. – S. 101–172.

### Preußen (Ost- und Westpreußen, Posen)
- Daniel Heinrich Arnoldt: Kurzgefaßte Nachrichten von allen seit der Reformation an den Lutherischen Kirchen in Ostpreußen gestandenen Predigern. Hrsg. v. Friedrich Wilhelm Benefeldt. Gottlieb Lebrecht Hartung, Königsberg 1777. (Digitalisat)
- Arnold Golon u. Johannes Steffani: Posener evangelische Kirche. Ihre Gemeinden und Pfarrer von 1548 bis 1945, Lüneburg: Hilfskomitee der Glieder der Posener Evangelischen Kirche 1967.
- Friedwald Möller: Altpreußisches evangelisches Pfarrerbuch von der Reformation bis zur Vertreibung im Jahre 1945. Band 1: Die Kirchspiele und ihre Stellenbesetzungen. (= Sonderschriften des Vereins für Familienforschung in Ost- und Westpreußen e. V., Band 11) Verein für Familienforschung in Ost- und Westpreußen e. V., Hamburg 1968.
- Friedwald Moeller, Walther Müller-Dultz: Altpreußisches evangelisches Pfarrerbuch von der Reformation bis zur Vertreibung im Jahre 1945. Biographischer Teil, Lfg. 1: Abegg – Brenner. (= Sonderschriften des Vereins für Familienforschung in Ost- und Westpreußen, Band 11, 2) Verein für Familienforschung in Ost- und Westpreußen e. V., Hamburg 1977.
- Christoph Eduard Rhode: Presbyterologia Elbingensis. Die evangelischen Geistlichen im Kirchenkreis Elbing von 1555 bis 1883 nebst Ergänzungen und Nachträgen bis 1945. Hrsg. v. Walther Hubatsch (= Sonderschriften des Vereins für Familienforschung in Ost- und Westpreußen e. V., Band 14), Hamburg 1970.
- Albert Werner: Geschichte der evangelischen Parochien in der Provinz Posen, überarb. v. Johannes Steffani, Lissa i. Polen: Friedrich Ebbeke 1904 (hierzu: Gottfried Smend: Namensverzeichnis zu Alb. Werner u. Joh. Steffani: Geschichte der evangel. Parochien der Provinz Posen (Lissa i. P. 1904). In: Deutsche wissenschaftliche Zeitschrift für Polen 33 (1937), S. 204–211).

### Rheinlande
- Alfred Rosenkranz: Das evangelische Rheinland. Ein rheinisches Gemeinde- und Pfarrerbuch, im Auftrag der Evangelischen Kirche im Rheinland hrsg. Band 2: Die Pfarrer. Presseverband der evangelischen Kirche im Rheinland, Düsseldorf 1958. dazu: Verbesserungen und Ergänzungen zu den Personalien der Pfarrer im II. Band, Düsseldorf 1961.
- Jochen Gruch: Die evangelischen Pfarrerinnen und Pfarrer im Rheinland von der Reformation bis zur Gegenwart.

Band 1: A–D. Bonn 2011 (Schriftenreihe des Vereins für Rheinische Kirchengeschichte, Band 175).
Band 2: E–J. Bonn 2013 (Schriftenreihe des Vereins für Rheinische Kirchengeschichte, Band 175).
Band 3: K–R. Bonn 2018 (Schriftenreihe des Vereins für Rheinische Kirchengeschichte, Band 175).
Band 4: S–Z. Bonn 2020 (Schriftenreihe des Vereins für Rheinische Kirchengeschichte, Band 175).

### Sachsen
- Pfarrerbuch Sachsen ist ein Projekt der Arbeitsgemeinschaft für Sächsische Kirchengeschichte
- Karl Gottlob Dietmann: Die gesamte der ungeänderten Augspurgischen Confeßion zugethane Priesterschaft in dem Churfürstenthum Sachsen und denen einverleibten, auch einigen angrenzenden Landen

Band I.1: Oberkonsistorium Dresden. Dresden und Leipzig 1752. doi:10.25673/77223
Band I.2: Konsistorium Leipzig. Dresden und Leipzig 1753/54. doi:10.25673/77217
Band I.3: Konsistorium Wittenberg. Dresden und Leipzig 1755. doi:10.25673/77224
Band I.4: Stiftskonsistorium Merseburg. Dresden und Leipzig 1759. doi:10.25673/77222
Band I.5: Stiftskonsistorium Naumburg-Zeitz. Dresden und Leipzig 1763. doi:10.25673/77218
Band I.7: Grafschaft Henneberg. Dresden und Leipzig 1781.
Band I.10: Grafschaft Schönburg-Glauchau. Dresden und Leipzig 1787.
Band II.1: Oberlausitz (Sechsstädte). Lauban und Leipzig 1777. (Digitalisat)
- Christian Gabriel Funke: Kurtzer Entwurff der Lebens-Geschichte aller bey dem Görlitzischen Kirchen-Dienste […] gewesenen Geistlichen Personen. Görlitz und Leipzig 1711. (digital)
- Reinhold Grünberg: Sächsisches Pfarrerbuch. Die Parochien und Pfarrer der Ev.-Luth. Landeskirche Sachsens (1539–1939). Verlagsanstalt Ernst Mauckisch, Freiberg/Sa. 1940. (Band 1 digital; Band 2 digital)
- August Hermann Kreyßig: Album der evangelisch-lutherischen Geistlichen im Königreiche Sachsen von der Reformationszeit bis zur Gegenwart 2. Aufl., Crimmitschau 1898, bei Bayerische StaatsBibliothek digital
- Adam Gottlob Schirach, Johann Friedrich Lange, Peter Pannach: Kurzer Entwurf einer Oberlausitz-wendischen Kirchenhistorie, abgefaßt von einigen Oberl. wendischen evangel. Predigern. Bautzen 1767. (digital)

### Sachsen (Kirchenprovinz)
- Verein für Pfarrerinnen und Pfarrer in der Evangelischen Kirche der Kirchenprovinz Sachsen e. V. (Hrsg.): Pfarrerbuch der Kirchenprovinz Sachsen. 10 Bände, Evangelische Verlagsanstalt, Leipzig 2003–2009. Pfarrer bis 1982.
  - Band 1: Biogramme A–Bo, 2003
  - Band 2: Biogramme Br–Fa, 2004, PDF (S. 1–51)
  - Band 3: Biogramme Fe–Ha, 2005, PDF (S. 9–15)
  - Band 4: Biogramme He–Kl, 2006, PDF (S. 1–59)
  - Band 5: Biogramme Kn–Ma, 2007, PDF (S. 1–54)
  - Band 6: Biogramme Me–P, 2007
  - Band 7: Biogramme Q–Scho, 2008, PDF (S. 9–14)
  - Band 8: Biogramme Schr–To, 2008
  - Band 9: Biogramme Tr–Z, 2009
  - Band 10: Series Pastorum, 2009, alle Pfarrer nach Kirchengemeinde, Biogramme Wim–Wl, PDF (S. 1–74)
- Uwe Czubatynski: Evangelisches Pfarrerbuch für die Altmark. 2., erweiterte Auflage, Rühstädt 2006 (Volltext).

### Schlesien
- Siegismund Justus Ehrhardt: Presbyterologie des Evangelischen Schlesiens.

1. Teil, 1. und 2. Hauptabschnitt: Stadt und Fürstentum Breslau. Liegnitz 1780–1781, 222 Seiten
2. Teil, 1. Hauptabschnitt: Fürstentum Brieg, 2. Hauptabschnitt: Fürstentum Carolath-Beuthen, 3. Hauptabschnitt: Fürstentum Crossen. Liegnitz 1782, 736 Seiten Presbyterologie des Evangelischen Schlesiens, Band 2 in der Google-Buchsuche
3. Teil, 1. Hauptabschnitt: Fürstentum Glogau. Liegnitz 1783, 507 Seiten. 2. Hauptabschnitt: Fürstentum Jauer. Liegnitz 1784, 544 Seiten
4. Teil, 1. Hauptabschnitt: Fürstentum Liegnitz. Liegnitz 1789. 2. Hauptabschnitt: Fortsetzung Fürstentum Liegnitz. Liegnitz 1790, insgesamt 743 Seiten
- Dietmar Neß: Schlesisches Pfarrerbuch, hrsg. vom Verein für Schlesische Kirchengeschichte. Evangelische Verlagsanstalt Leipzig 2014 ff. (bisher 11 Bände)

### Schleswig und Holstein
(ohne Evangelisch-Lutherische Landeskirche Eutin und Evangelisch-Lutherische Kirche in Lübeck)
- Otto Fr[ederik] Arends: Gejstligheden i Slesvig og Holsten fra Reformationen til 1864. 3 Bände, Levin & Munksgaard, Kopenhagen 1932 (Digitalisat Band 1: A–K, Band 2: L-Ø, Band 3: Series Pastorum).
- Eduard Alberti: Uebersicht der Geistlichen der evangel.–luther. Landeskirche Schleswig-Holsteins (abgeschlossen am 2. Oktober 1895). In: Zeitschrift der Gesellschaft für Schleswig-Holstein-Lauenburgische Geschichte 25 (1895), S. 267–332.
- Peter Baumann: Verzeichnis der Landvögte, Pröpste und Prediger in Süderdithmarschen von 1574–1635, herausgegeben von Claus Rolfs. In: Schriften des Vereins für Schleswig-Holsteinische Kirchengeschichte, II. Reihe, Band 5 (1910–13), S. 117–126.
- C[arsten] Er[ich] Carstens: Die Generalsuperintendenten der evangelisch-lutherischen Kirche in Schleswig-Holstein. Von der Reformation bis auf die Gegenwart. In: Zeitschrift der Gesellschaft für Schleswig-Holstein-Lauenburgische Geschichte 19 (1889), S. 1–111.
- Aage Dahl: Ejdersted Provstis Præstehistorie til 1864 (= Bidrag til den sydslesvigske Gejstligheds Historie og Genealogi, Band 1), [Odense:] Normann [1969].
- Aage Dahl: Husum Provstis Præstehistorie til 1864 (= Bidrag til den sydslesvigske Gejstligheds Historie og Genealogi, Band 2), Odense: Normann 1971.
- Johann Heinrich Fehse: Versuch einer Nachricht von den evangelischlutherischen Predigern in dem Nordertheil Dithmarschens … Serringhausensche Buchdruckerey, Flensburg 1769.
- Friedrich Hammer: Verzeichnis der Pastorinnen und Pastoren der Schleswig-Holsteinischen Landeskirche 1864-1976, hrsg. vom Verein für Schleswig-Holsteinische Kirchengeschichte (= Schriften des Vereins für Schleswig-Holsteinische Kirchengeschichte, Sonderband). Neumünster [1991].
- Helge-Fabien Hertz: Evangelische Kirchen im Nationalsozialismus. Kollektivbiografische Untersuchung der schleswig-holsteinischen Pastorenschaft. Berlin/Boston 2022. (Pastorenverzeichnis Schleswig-Holstein (2022))
- Ernst W. Jacobsen: Die ev.-luth. Kirchengemeinde in Glückstadt und ihre Geistlichen. In: Zeitschrift der Zentralstelle für Niedersächsische Familiengeschichte, Jg. 13 (1931), S. 53–56.
- Ernst Jacobsen: Die frühere Schloß- und Garnisongemeinde in Glückstadt und ihre Geistlichen. In: Zeitschrift der Zentralstelle für Niedersächsische Familiengeschichte, Jg. 13 (1931), S. 99–101.
- Johann-Albrecht G. H. Janzen: Eiderstedts Kirchengeschichte im Spiegel seiner Pastorenschaft (= Blick über Eiderstedt, Bd. 11). Heimatbund Landschaft Eiderstedt e. V., Garding 2016.
- Hans Nicolaus Andreas Jensen: Versuch einer kirchlichen Statistik des Herzogthums Schleswig. Flensburg 1840. (Digitalisat Band 1: Hadersleben, Apenrade mit Lügumkloster, und Sonderburg, Band 2: Tondern, Husum mit Bredstedt, und Eiderstedt, Band 3: Flensburg, Gottorf und Hütten, Band 4: Schleswigschen Generalsuperintendenten, Ripen und Alsen).
- Olaus Henricus Moller: Historische Nachricht von der Kirche zu St. Johannis in Flensburg, wie auch von den Pastoribus, die vor und nach der Reformation seit 300 Jahren derselben vorgestanden … mit Serringhausischen Schriften. Flensburg 1762.
- Olaus Henricus Moller: Historische Nachricht von der St. Johannis-Kirche in Flensburg und den Diaconis, die seit 200 Jahren bis hieher derselben vorgestanden … mit Serringhausischen Schriften. Flensburg 1763.
- P[eder] Rhode: Samlinger til Haderslev=Amts Beskrivelse, forestillende dette Amts, Herreders, Sogners og Byers ældre og nu værende Tilstand, med historiske Efterretninger om de i dette Amt hidindtil værende Herrer Amtmænd og Geistliges Liv og Levnet, samt andre Familier, Kopenhagen: Godiche 1775 (Repr. Hadersleben 1942).
- Marc. Detl. Voß, Friedrich Feddersen: Nachrichten von den Pröpsten und Predigern in Eiderstedt seit der Reformation. C. Th. Schlüter, Altona 1853.

### Thüringen
- Martin Bauer: Evangelische Theologen in und um Erfurt im 16. bis 18. Jahrhundert. Beiträge zur Personen- und Familiengeschichte Thüringens (Schriftenreihe der Stiftung Stoye, Band 22) Degener & Co., Neustadt/Aisch 1992.
- Thüringer Pfarrerbuch, hrsg. von der Gesellschaft für Thüringische Kirchengeschichte. Neustadt an der Aisch : Degener, 1995 ff. (bisher sieben Bände)
- Georg Brückner: Pfarrbuch der Diöcesen Meiningen, Wasungen und Salzungen. Meiningen 1863 (= Neue Beiträge zur Geschichte deutschen Alterthums, Band 2), bei ThULB digital
- Friedrich Meinhof: Thüringer Pfarrerbuch Band 10: Thüringer evangelische Kirche 1921–1948 und Evangelisch‐Lutherische Kirche in Thüringen 1948–2008. Series pastorum. Alphabetisch nach Ortsnamen geordnet, 250 Seiten, PDF. Heilbad Heiligenstadt 2015

### Westfalen
- Friedrich Wilhelm Bauks: Die evangelischen Pfarrer in Westfalen von der Reformationszeit bis 1945. Herausgegeben von Ernst Brinkmann und anderen. Luther-Verlag, Bielefeld 1980 (= Beiträge zur westfälischen Kirchengeschichte, Band 4), ISBN 3-7858-0264-1.

### Württemberg
- Christian Sigel: Das Evangelische Württemberg. Seine Kirchenstellen und Geistlichen von der Reformation an bis auf die Gegenwart. 14 Bände, 1919–1932. (Online)
- Baden-Württembergisches Pfarrerbuch
  - Band II, 1: Pfarrerbuch Württembergisch Franken, Teil 1. bearb. von Max-Adolf Cramer. Stuttgart 1985.
  - Band II, 2: Pfarrerbuch Württembergisch Franken. Teil 2. bearb. von Otto Haug unter Mitarbeit von Max-Adolf Cramer und Marlene Holtzmann. Stuttgart 1981.
  - Band II, 3: Pfarrerbuch Württembergisch Franken. Teil 3. bearb. von Max-Adolf Cramer und Dorothea Cramer-Hörnig. Stuttgart 1993.
  - Band III: Pfarrerbuch innerwürttembergische Reichsstädte. bearb. von Max-Adolf Cramer. Stuttgart 1991.
- Pfarrerbuch Herzogtum Württemberg (Datenbank) auf Württembergische Kirchengeschichte Online (WKGO).

## Finnland
- Matth[ias] Akiander: Bidrag till kännedom om Evangelisk-lutherska Församlingarne i Ingermanlands stift, Helsinki: J. C. Frenckell & Son 1865.
- Matthias Akiander: Herdaminne för fordna Wiborgs och nuvarande Borgå stift, 2 Bde. (= Bidrag til kännedom af Finlands natur och folk, utgifna av Finska Vetenskaps-Societeten, Band 13f.), Helsinki: Finska Litteratur-sällskapets tryckeri 1868–1869.
- Matthias Akiander/Iikko B. Voipio: Östra Finlands herdaminne, 4 Bde. (= Bidrag til kännedom af Finlands natur och folk, Band 176), Helsinki: Finska Vetenskaps-Societeten / Suomen Tiedeseura 2008 [Bd. 1 und 2 eine ergänzte Neuauflage von Akiander 1868–69]
- Yrjö Blomstedt, Eero Matinolli: Turun hiippakunnan paimenmuisto 1554–1809 / Åbo stifts herdaminne 1554–1809. (= Suomen kirkkohistoriallisen seuran toimituksia / Finska kyrkohistoriska samfundets handlingar, Band 67), Heft 1: Piispat. Tuomiokapitulin jäsenet ja virkamiehet. Seurakuntapapisto: Ahlainen – Hailuoto, Helsinki: Suomen kirkkohistoriallinen seura 1963 [mehr nicht erschienen].
- Bjarne Henriksson: Prästmän på Åland under 500 år (=Ålands högskola 1989:2), Mariehamn: Ålands högskola 1989.
- K[arl] G[abriel] Leinberg: Det odelade finska biskopsstiftets herdaminne, Jyväskylä: Jyväskylä boktryckeri 1894.
- K[arl] G[abriel] Leinberg: Åbo stifts herdaminne 1554–1640, Helsinki: Hufvudstadsbladets nya tryckeri 1903.
- Carl Henric Strandberg: Åbo stifts HERDAMINNE, ifrån Reformationens början till närvarande tid. Band 1, Christ. Ludv. Hjelt, Turku 1832.
- Turun hiippakunnan paimenmuisto 1554–1721.

## Niederlande
- J[an] P[ieter] de Bie u. J[akob] Loosjes [ab Band 5: J[an] P[ieter] de Bie et al.] (Hrsg.): Biographisch woordenboek van Protestantsche godgeleerden in Nederland, Band 1–6, 1 [=Lfg. 29] [m. n. e.], Den Haag: Martinus Nijhoff [1919]–49
- J[akob] Loosjes: Naamlijst van predikanten, hoogleeraren en proponenten der Luthersche Kerk in Nederland. Biographie en bibliographie. Martinus Nijhoff, Den Haag 1925.
- Karl Scholta (Bearb.): Deutsche Prediger im niederländischen Raum seit der Reformation, Soest 1943 (Veröffentlichungen der Forschungsstelle „Volk und Raum“, Band 6).
- Frederikus Angenietus van Lieburg: Repertorium van Nederlands hervormde predikanten tot 1816, 2 Bde., Dordrecht 1996 (Anlage zur Dissertation Profeten en hun vaderland. De geografische herkomst van de gereformeerde predikanten in Nederland van 1572 tot 1816, Zoetermeer 1996).

## Polen
- Eduard Kneifel: Die Pastoren der Evangelisch-Augsburgischen Kirche in Polen. Ein biographisches Pfarrerbuch mit einem Anhang [Biographien der evangelisch-lutherischen Pastoren, die seit dem 16. Jahrhundert bis 1918 auf dem Gebiet der späteren Evangelisch-Augsburgischen Kirche in Polen gewirkt haben, S. 209–251]. Eging o. J. Digitalisat.

## Russland
- Erik Amburger: Die Pastoren der evangelischen Kirchen Rußlands vom Ende des 16. Jahrhunderts bis 1937. Ein biographisches Lexikon. Nordostdeutsches Kulturwerk, Lüneburg 1998 und Martin-Luther-Verlag, Erlangen 1998.
- Kyösti Väänänen: Herdaminne för Ingermanland. Band 1: Lutherska stiftsstyrelsen, församlingarnas prästerskap och skollärare i Ingermanland under svenska tiden. (= Skrifter utgivna av Svenska litteratursällskapet i Finland, Band 538) Svenska litteratursällskapet i Finland, Helsinki 1987.
- Georg Luther: Herdaminne för Ingermanland, Band 2: De finska och svenska församlingarna och deras prästerskap 1704–1940 (= Skrifter utgivna av Svenska litteratursällskapet i Finland, Band 620), Helsinki: Svenska litteratursällskapet i Finland 2000

## Schweden

### Erzbistum Uppsala
- Johan Erik Fant, August Theodor Låstbom: Upsala ärkestifts herdaminne, 1–3, 1842–1845
- Ludvig Nyström: Uppsala ärkestifts herdaminne. Ny följd, 4. 1893
- Lars Otto Berg et al.: Uppsala stifts herdaminne. Stiftshistoriskt uppslagsverk från reformationen till nyaste tid, Serie II. Pastorat och präster. Band 7: Fjärdhundra kontrakt 1593–1991, Uppsala, 1997
- dieselben: Uppsala stifts herdaminne. Stiftshistoriskt uppslagsverk från reformationen till nyaste tid, Serie II. Pastorat och präster. Band 8. Trögds – Åsunda kontrakt 1593–1999. Halvband 1. Trögds kontrakt. Uppsala, 2004
- Lars Otto Berg: Uppsala stifts herdaminne. Stiftshistoriskt uppslagsverk från reformationen till nyaste tid, Serie II. Pastorat och präster. Band 8 Trögds – Åsunda kontrakt 1593–1999. Halvband 2. Åsunda kontrakt. Uppsala, 2007.
- derselbe: Uppsala stifts herdaminne. Stiftshistoriskt uppslagsverk från reformationen till nyaste tid, Serie II. Pastorat och präster. Band 9. Sigtuna/Ärlinghundra kontrakt 1593–1999. Halvband 1. Ärlinghundra kontrakt. Uppsala, 2015
- Matts Sandström, Ragnar Norrman: Uppsala stifts herdaminne. Stiftshistoriskt uppslagsverk från reformationen till nyaste tid, Serie II. Pastorat och präster. Band 15. Voxnans kontrakt 1593–1999. Uppsala, 2008.
- Börje Björklund et al.: Uppsala stifts herdaminne. Stiftshistoriskt uppslagsverk från reformationen till nyaste tid, Serie II. Pastorat och präster. Band 16. Ljusnans kontrakt 1593–1999. Uppsala, 2001
- Britt Hedberg: Uppsala stifts herdaminne. Stiftshistoriskt uppslagsverk från reformationen till nyaste tid, Serie IV. Missionstid, medeltid, reformationstid. Band IV:1 Från missionstid till år 1366.  Uppsala, 2007
- dieselbe: Uppsala stifts herdaminne. Stiftshistoriskt uppslagsverk från reformationen till nyaste tid, Serie IV. Missionstid, medeltid, reformationstid. Band IV:2 1367–1527. Uppsala, 2014

### Bistum Linköping
- Johan Isak Håhl: Linköpings stifts herdaminne, 1–3, 1846–1847
- Johan Alfred Westerlund et al.: Linköpings stifts herdaminne, 1–5. 1915–1932
- Mari-Anne Olsson: Namnregister till Linköpings stifts herdaminne. 1982.

### Bistum Skara
- Joh. W. Warholm: Skara stifts herdaminne, 1–2. 1871–1872 (ND 1984)
- R. Hjorth: Skara stifts herdaminne 1871-1903. Ny följd, 1904
- L. A. Cederbom, C. O. Friberg: Skara stifts herdaminne. Fortsättning och komplettering av J W Warholms „Skara stifts herdaminne“, utgivet 1871–1873, 1–2. 1928–1930

### Bistum Strängnäs
- Nils Aurelius: Strengnäs stifts Herda-minne, eller Kort beskrifning om Pastores och Comministri så väl uti Södermanland som Neriket, ifrån något öfver 200 år tillbaka, in til närvarande tid, utur Trovärdiga Handlingar Samladt. 1. Södermanland.  1785.
- J.E. Follén: Strengnäs stifts Herda-minne, eller Kort beskrifning om Pastores och Comministri så väl uti Södermanland som Neriket, ifrån något öfver 200 år tillbaka, in til närvarande tid, utur Trovärdiga Handlingar Samladt. 2. Neriket. 1817.
- K.A. Hagström: Strängnäs stifts herdaminne. 1–4. 1897–1901
- Magnus Collmar: Strängnäs stifts herdaminne 1. Medeltiden. 1977
- Magnus Collmar: Strängnäs stifts herdaminne. 2. Den äldre vasatiden. 1964
- Magnus Collmar, Anne-Marie Lenander Fällström: Strängnäs stifts herdaminne. 3. Den yngre vasatiden. 2000
- Lennart Löthner: Strängnäs stifts herdaminne. 4. Obefordrade präster. 1995

### Bistum Västerås
- J.F. Muncktell: Westerås stifts herdaminne, 1–3, 1843–1846 (online, durchsuchbar)
- P.A. Ljungberg: Vesterås stifts herdaminne, Ny följd 1800–1880. 1–2, 1880–1881
- Gunnar Ekström: Västerås stifts herdaminne, I–II,1, 1939–1971.
- Gösta Hansson, Leon Herzog: Västerås stifts herdaminne. Stiftshistoriskt och stiftsbiografiskt uppslagsverk. II:2 1700-talet. 1990.

### Bistum Växjö
- C. O. Arcadius et al.: Växjö stifts herdaminne, 1, 1921
- Gotthard Virdestam: Växjö stifts herdaminne, 2–8, 1927–1934

### Bistum Lund
- Severin Cavallin: Lunds stifts herdaminne. Efter mestadels otryckta källor utarbetadt. 1–5, 1854–1858.
- Gunnar Carlquist: Lunds stifts herdaminne från reformationen till nyaste tid. Serie II. Biografier. 1–15, 1980–2016.

### Bistum Göteborg
- S. P. Bexell, J. G. Bexell: Götheborgs Stifts Historia och Herdaminne. 1–2. 1835.
- S. Pettersson, A. R. Litzén: Göteborgs stifts herdaminne samt geografisk, statistisk och historisk beskrifning öfver pastoraten jemte Stiftets stadfästade Löne-Konventioner, Klockare- och Orgelnistlöner, Historiska anteckningar öfver de Allmänna Läroverken med deras Donationer, Folkskoleväsendet m.m. Sammandrag. 1872.
- C. W. Skarstedt: Göteborgs stifts herdaminne ur kyrkan och skolan. Efter mestadels otryckta källor sammanfördt. 1878–1886 (zweite Auflage 1948).
- Anders Jarlert: Göteborgs stifts herdaminne 1620–1999. 1–3, 2010–2016.

### Bistum Kalmar
- Nils Isak Löfgren: Tjenstemän wid Församlingarne och Lärowerken uti Kalmar stift, från äldre till närvarande tider. 1–2, 1836–1839.
- Abraham Ahlqvist: Tjenstemän wid Församlingarne och Lärowerken uti Kalmar stift, från äldre till närvarande tider. 3, 1841.
- Pehr Sjöbring: Tjenstemän wid församlingarne och lärowerken uti Kalmar stift (Clerus Calmariensis). Fortsättning från 1841 till närvarande tid ombesörjd af stiftets biskop. 1885.
- Bror Olsson: Kalmar stifts herdaminne. Det gamla kalmarstiftets klerus från äldsta tider till våra dagar. 1–5, 1951–1980.

### Bistum Karlstad
- Johan Hammarin: Carlstads stifts herdaminne. 1–3, 1846–1849.
- Anders Edestam: Karlstads stifts herdaminne från medeltiden till våra dagar. 1–5, 1975–1976.
- derselbe: Karlstads stifts herdaminne från medeltiden till våra dagar. Person-och församlingsregister. Bearbeitet von Gunnar Bergström, 1976.
- Harry Nyberg: Karlstads stifts herdaminne från medeltiden till våra dagar. 6. Perioden 1960–1999. 2007.

### Bistum Härnösand
- Isak Grape: Minne af presterskapet i Lappmarks-Församlingarne inom Hernösands stift. 1853 (ND 1982).
- J. F. Biberg: Hernösands stifts historia och herdaminne. 1–3, 1876–1879.
- Leonard Bygdén: Hernösands stifts herdaminne. Bidrag till kännedomen om prästerskap och kyrkliga förhållanden till tiden omkring Luleå stifts utbrytning, 1–4, 1923–1926 (ND 2004).
- Hernösands stifts herdaminne. Supplement. hrsg. von Carl Szabad, o. J.
- Gunnar Hellström. Register öfver prästfruar i Bygdéns Hernösands stifts herdaminne. 1969.
- Thord Bylund m.fl.: Härnösands stift 1904–1994. Präster och pastorat. 1994.

### Bistum Luleå
- Ivar Hylander m.fl.: Luleå stift 1904–1981. Församlingar och prästerskap. 1982.

### Bistum Visby
- O. W. Lemke: Wisby stifts herdaminne. Efter mestadels otryckta källor utarbetadt Visby 1868.
- Supplementblad till Wisby stifts herdaminne 1868–1892. Visby 1892.

### Bistum Stockholm
- Gunnar Hellström: Stockholms stads herdaminne från reformationen intill tillkomsten av Stockholms stift. Biografisk matrikel. 1951.

## Tschechien
- George Deutsch: Die mährischen evangelischen Kirchengemeinden und ihre Seelsorger in der Reformationszeit. In: Jahrbuch der Gesellschaft für die Geschichte des Protestantismus im ehemaligen Österreich. 9, 1888, S. 145–174.
- Alfred Eckert: Die Prager deutschen evangelischen Pfarrer der Reformationszeit. Kirnbach über Wolfach, 1972 (Biographisches Handbuch zur böhmischen Reformationsgeschichte, Band 2).
- Alfred Eckert: Die deutschen evangelischen Pfarrer der Reformationszeit in Westböhmen. 2 Bde. Bad Rappenau-Obergimpfen, 1974–1976 (Biographisches Handbuch zur böhmischen Reformationsgeschichte, Band 2).
- Alfred Eckert: Die deutschen evangelischen Pfarrer der Reformationszeit in Nord- und Ostböhmen. Bad Rappenau-Obergimpfen, 1977 (Biographisches Handbuch zur böhmischen Reformationsgeschichte, Band 3).